# Незвал, Витезслав
Ви́тезслав Не́звал (чеш. Vítězslav Nezval; 26 мая 1900, Бискоупки, тогда Австро-Венгрия — 6 апреля 1958, Прага, Чехия) — чешский поэт, переводчик, живописец и композитор, один из основателей движения сюрреализма в Чехословакии, член коммунистической партии Чехословакии.

## Биография
Его отец был учителем в городе Бискоупки в южной Моравии, часто посещал выставки искусства и был музыкантом. В 7 лет Незвал был отправлен в гимназию в город Тршебич, где обучался игре на пианино и сочинению музыки. Он начал писать в юношеском возрасте, ещё будучи заинтересованным музыкой. После Первой мировой войны Витезслав Незвал переехал в Прагу и начал изучать философию в Карловом университете, но так и не получил диплом о его окончании. Как раз в это время Незвал увлёкся литературой.
В 1921 стал членом литературно-художественной группы Девятсил, основателем движения поэтизм, одним из лидеров чешского литературного авангарда. В 1924 году вступил в КПЧ. В Париже познакомился с Бретоном и Элюаром, объединил в Праге группу чешских сюрреалистов (1934), в 1938 году распустил её.

## Творчество
Творчество 20—30-х гг. отмечено поисками новых путей в поэзии и тяготением к реалистически полнокровному искусству. В поэме «Удивительный кудесник» (1922), сборниках «Пантомима» (1924), «Маленький садик роз» (1926) революционные мотивы сочетались с интересом к экзотическим темам и будням жизни. Вдохновенность творческого труда воспета в поэмах «Эдисон» (1928) и «Сигнал времени» (1931). Для сборников «Обратный билет», «С Богом и платочек» (оба — 1933), «Прага с пальцами дождя» (1936) и др. произведений 30-х гг. характерны воспевание родного края, протест против буржуазного строя и фашистской опасности, надежды на революцию.
В 1936 году написал повесть-сказку для детей «Анечка-Невеличка и Соломенный Губерт» (чеш. Anička Skřítek a Slaměný Hubert). В СССР она была издана в 1980 году в пересказе Асара Эппеля.
В период гитлеровской оккупации Чехословакии Незвал опубликовал сборник патриотической лирики «В пяти минутах от города» (1939), сатирическую поэму «Пруссаки» (1939, изд. 1945), поэму «Историческое полотно» (1939, новое изд.— 1945). После 1945 активно участвовал в общественной (был член Исполкома Национального фронта) и культурной жизни освобождённой Чехословакии. В сборниках «Великие куранты» (1949), «Крылья» (1952), «Васильки и города» (1955), поэмах «Песнь мира» (1950; Золотая медаль Всемирного Совета Мира, 1953), «О родном крае» (1951), философской сценической поэме «Сегодня ещё заходит солнце над Атлантидой» (1956) раскрывается духовное богатство современного человека, драматизм борьбы за мир и социализм. Незвал — автор воспоминаний «Из моей жизни» (1957—1958; неокончены). Писал пьесы и пантомимы. Переводил А. Рембо, П. Элюара, Г. Гейне, А. С. Пушкина. Был одарённым композитором и живописцем.

## Признание
Лауреат Международной премии мира. Народный писатель ЧССР.